# Collegio di Newport East
Newport East è un collegio elettorale gallese rappresentato alla camera dei Comuni del parlamento del Regno Unito. Elegge un membro del parlamento con il sistema first-past-the-post, ossia maggioritario a turno unico; l'attuale parlamentare è Jessica Morden del Partito Laburista, che rappresenta il collegio dal 2005.

## Estensione

Il collegio dal 2010 al 2024

Dal 2010 al 2024 il collegio comprendeva le divisioni elettorali di Alway, Beechwood, Langstone, Liswerry, Llanwern, Ringland, St. Julian's e Victoria nella città di Newport, oltre alle divisioni elettorali di Caldicot Castle, Dewstow, Green Lane, Mill Candicot, Rogiet, Severn, The Elms e West End dall'area principale del Monmouthshire. Il confine occidentale era costituito dal fiume Usk, il confine settentrionale dal confine cittadino, quello meridionale dal Canale di Bristol e quello orientale dal confine dell'area di Caldicot.
Dal 2024 il collegio è costituito da ward della città di Newport di Alway, Beechwood, Bettws, Bishton and Langstone, Caerleon, Llanwern, Lliswerry, Malpas, Pillgwenlly, Ringland, St Julians, Stow Hill e Victoria.

## Membri del parlamento
| Elezione | Elezione       | Deputato   | Partito   |
| -------- | -------------- | ---------- | --------- |
|          | 1983           | Paul Flynn | Laburista |
| 1997     | Alan Howarth   |            | Laburista |
| 2005     | Jessica Morden |            | Laburista |

## Elezioni

### Elezioni negli anni 2020
| Partito                    | Partito                                | Candidato                  | Risultati 4 luglio 2024 | Risultati 4 luglio 2024 |
| Partito                    | Partito                                | Candidato                  | Voti                    | %                       |
| -------------------------- | -------------------------------------- | -------------------------- | ----------------------- | ----------------------- |
|                            | Laburista                              | Jessica Morden             | 16 370                  | 42,49                   |
|                            | Reform UK                              | Tommy Short                | 7 361                   | 19,10                   |
|                            | Conservatore                           | Rachel Buckler             | 6 487                   | 16,84                   |
|                            | Plaid Cymru                            | Jonathan Clark             | 2 239                   | 5,81                    |
|                            | Verdi                                  | Lauren James               | 2 092                   | 5,43                    |
|                            | Lib Dem                                | John Miller                | 2 045                   | 5,31                    |
|                            | Indipendente                           | Pippa Bartolotti           | 1 802                   | 4,68                    |
|                            | Heritage                               | Mike Ford                  | 135                     | 0,35                    |
|                            |                                        |                            |                         |                         |
| Iscritti                   | Iscritti                               | Iscritti                   | 76 845                  | 100,00                  |
| ↳ Votanti (% su iscritti)  | ↳ Votanti (% su iscritti)              | ↳ Votanti (% su iscritti)  | 38 531                  | 50,14                   |
| ↳ Astenuti (% su iscritti) | ↳ Astenuti (% su iscritti)             | ↳ Astenuti (% su iscritti) | 38 314                  | 49,86                   |
|                            |                                        |                            |                         |                         |
|                            | Esito: collegio confermato a Laburista |                            |                         |                         |

### Elezioni negli anni 2010
| Partito                    | Partito                                | Candidato                  | Risultati 12 dicembre 2019 | Risultati 12 dicembre 2019 |
| Partito                    | Partito                                | Candidato                  | Voti                       | %                          |
| -------------------------- | -------------------------------------- | -------------------------- | -------------------------- | -------------------------- |
|                            | Laburista                              | Jessica Morden             | 16 125                     | 44,44                      |
|                            | Conservatore                           | Mark Brown                 | 14 133                     | 38,95                      |
|                            | Brexit                                 | Julie Price                | 2 454                      | 6,76                       |
|                            | Lib Dem                                | Mike Hamilton              | 2 121                      | 5,85                       |
|                            | Plaid Cymru                            | Cameron Wixcey             | 872                        | 2,40                       |
|                            | Verdi                                  | Peter Varley               | 577                        | 1,59                       |
|                            |                                        |                            |                            |                            |
| Iscritti                   | Iscritti                               | Iscritti                   | 58 554                     | 100,00                     |
| ↳ Votanti (% su iscritti)  | ↳ Votanti (% su iscritti)              | ↳ Votanti (% su iscritti)  | 36 282                     | 61,96                      |
| ↳ Astenuti (% su iscritti) | ↳ Astenuti (% su iscritti)             | ↳ Astenuti (% su iscritti) | 22 272                     | 38,04                      |
|                            |                                        |                            |                            |                            |
|                            | Esito: collegio confermato a Laburista |                            |                            |                            |

| Partito                    | Partito                                | Candidato                  | Risultati 8 giugno 2017 | Risultati 8 giugno 2017 |
| Partito                    | Partito                                | Candidato                  | Voti                    | %                       |
| -------------------------- | -------------------------------------- | -------------------------- | ----------------------- | ----------------------- |
|                            | Laburista                              | Jessica Morden             | 20 804                  | 56,50                   |
|                            | Conservatore                           | Natasha Asghar             | 12 801                  | 34,77                   |
|                            | UKIP                                   | Ian Gorman                 | 1 180                   | 3,20                    |
|                            | Lib Dem                                | Pete Brown                 | 966                     | 2,62                    |
|                            | Plaid Cymru                            | Cameron Wixcey             | 881                     | 2,39                    |
|                            | Indipendente                           | Nadeem Ahmed               | 188                     | 0,51                    |
|                            |                                        |                            |                         |                         |
| Iscritti                   | Iscritti                               | Iscritti                   | 57 262                  | 100,00                  |
| ↳ Votanti (% su iscritti)  | ↳ Votanti (% su iscritti)              | ↳ Votanti (% su iscritti)  | 36 820                  | 64,30                   |
| ↳ Astenuti (% su iscritti) | ↳ Astenuti (% su iscritti)             | ↳ Astenuti (% su iscritti) | 20 442                  | 35,70                   |
|                            |                                        |                            |                         |                         |
|                            | Esito: collegio confermato a Laburista |                            |                         |                         |

| Partito                    | Partito                                | Candidato                  | Risultati 7 maggio 2015 | Risultati 7 maggio 2015 |
| Partito                    | Partito                                | Candidato                  | Voti                    | %                       |
| -------------------------- | -------------------------------------- | -------------------------- | ----------------------- | ----------------------- |
|                            | Laburista                              | Jessica Morden             | 14 290                  | 40,82                   |
|                            | Conservatore                           | Natasha Asghar             | 9 585                   | 27,38                   |
|                            | UKIP                                   | David Stock                | 6 466                   | 18,47                   |
|                            | Lib Dem                                | Paul Halliday              | 2 251                   | 6,43                    |
|                            | Plaid Cymru                            | Tony Salkeld               | 1 231                   | 3,52                    |
|                            | Verdi                                  | David Mclean               | 887                     | 2,53                    |
|                            | Laburista Socialista                   | Shangara Singh Bhatoe      | 298                     | 0,85                    |
|                            |                                        |                            |                         |                         |
| Iscritti                   | Iscritti                               | Iscritti                   | 55 993                  | 100,00                  |
| ↳ Votanti (% su iscritti)  | ↳ Votanti (% su iscritti)              | ↳ Votanti (% su iscritti)  | 35 108                  | 62,70                   |
| ↳ Astenuti (% su iscritti) | ↳ Astenuti (% su iscritti)             | ↳ Astenuti (% su iscritti) | 20 885                  | 37,30                   |
|                            |                                        |                            |                         |                         |
|                            | Esito: collegio confermato a Laburista |                            |                         |                         |

| Partito                    | Partito                                | Candidato                  | Risultati 6 maggio 2010 | Risultati 6 maggio 2010 |
| Partito                    | Partito                                | Candidato                  | Voti                    | %                       |
| -------------------------- | -------------------------------------- | -------------------------- | ----------------------- | ----------------------- |
|                            | Laburista                              | Jessica Morden             | 12 744                  | 36,99                   |
|                            | Lib Dem                                | Ed Townsend                | 11 094                  | 32,21                   |
|                            | Conservatore                           | Dawn Parry                 | 7 918                   | 22,99                   |
|                            | BNP                                    | Keith Jones                | 1 168                   | 3,39                    |
|                            | Plaid Cymru                            | Fiona Cross                | 724                     | 2,10                    |
|                            | UKIP                                   | David Rowlands             | 677                     | 1,97                    |
|                            | Laburista Socialista                   | Elizabeth Screen           | 123                     | 0,36                    |
|                            |                                        |                            |                         |                         |
| Iscritti                   | Iscritti                               | Iscritti                   | 54 163                  | 100,00                  |
| ↳ Votanti (% su iscritti)  | ↳ Votanti (% su iscritti)              | ↳ Votanti (% su iscritti)  | 34 448                  | 63,60                   |
| ↳ Astenuti (% su iscritti) | ↳ Astenuti (% su iscritti)             | ↳ Astenuti (% su iscritti) | 19 715                  | 36,40                   |
|                            |                                        |                            |                         |                         |
|                            | Esito: collegio confermato a Laburista |                            |                         |                         |

### Elezioni negli anni 2000
| Partito                    | Partito                                | Candidato                  | Risultati 5 maggio 2005 | Risultati 5 maggio 2005 |
| Partito                    | Partito                                | Candidato                  | Voti                    | %                       |
| -------------------------- | -------------------------------------- | -------------------------- | ----------------------- | ----------------------- |
|                            | Laburista                              | Jessica Morden             | 14 389                  | 45,21                   |
|                            | Lib Dem                                | Ed Townsend                | 7 551                   | 23,73                   |
|                            | Conservatore                           | Matthew Collings           | 7 459                   | 23,44                   |
|                            | Plaid Cymru                            | Mohammad Asghar            | 1 221                   | 3,84                    |
|                            | UKIP                                   | Roger Thomas               | 945                     | 2,97                    |
|                            | Laburista Socialista                   | Elizabeth Screen           | 260                     | 0,82                    |
|                            |                                        |                            |                         |                         |
| Iscritti                   | Iscritti                               | Iscritti                   | 54 965                  | 100,00                  |
| ↳ Votanti (% su iscritti)  | ↳ Votanti (% su iscritti)              | ↳ Votanti (% su iscritti)  | 31 825                  | 57,90                   |
| ↳ Astenuti (% su iscritti) | ↳ Astenuti (% su iscritti)             | ↳ Astenuti (% su iscritti) | 23 140                  | 42,10                   |
|                            |                                        |                            |                         |                         |
|                            | Esito: collegio confermato a Laburista |                            |                         |                         |

| Partito                    | Partito                                | Candidato                  | Risultati 7 giugno 2001 | Risultati 7 giugno 2001 |
| Partito                    | Partito                                | Candidato                  | Voti                    | %                       |
| -------------------------- | -------------------------------------- | -------------------------- | ----------------------- | ----------------------- |
|                            | Laburista                              | Alan Howarth               | 17 120                  | 54,73                   |
|                            | Conservatore                           | Ian Oakley                 | 7 246                   | 23,16                   |
|                            | Lib Dem                                | Alistair Cameron           | 4 394                   | 14,05                   |
|                            | Plaid Cymru                            | Madoc Batcup               | 1 519                   | 4,86                    |
|                            | Laburista Socialista                   | Elizabeth Screen           | 420                     | 1,34                    |
|                            | UKIP                                   | Neal Reynolds              | 410                     | 1,31                    |
|                            | Comunista                              | Robert Griffiths           | 173                     | 0,55                    |
|                            |                                        |                            |                         |                         |
| Iscritti                   | Iscritti                               | Iscritti                   | 57 188                  | 100,00                  |
| ↳ Votanti (% su iscritti)  | ↳ Votanti (% su iscritti)              | ↳ Votanti (% su iscritti)  | 31 282                  | 54,70                   |
| ↳ Astenuti (% su iscritti) | ↳ Astenuti (% su iscritti)             | ↳ Astenuti (% su iscritti) | 25 906                  | 45,30                   |
|                            |                                        |                            |                         |                         |
|                            | Esito: collegio confermato a Laburista |                            |                         |                         |

## Risultati dei referendum

### Referendum sulla permanenza del Regno Unito nell'Unione europea del 2016
|             | Collegio     | Lasciare UE % | Rimanere in UE % |
| ----------- | ------------ | ------------- | ---------------- |
|             | Newport East | 60,2%         | 39,8%            |
| Galles      | 52,5%        | 47,5%         |                  |
| Regno Unito | 51,9%        | 48,1%         |                  |